# 대한민국 헌법 제56조
대한민국 헌법 제56조는 대한민국 헌법의 조항이다. 국회의원의 의무에 대해서 서술하고 있다.

## 본문
정부는 예산에 변경을 가할 필요가 있을 때에는 추가경정예산안을 편성하여 국회에 제출할 수 있다.

## 같이 보기
- 대한민국 헌법 제3장
- 대한민국 국회